# Eupithecia mesogrammata
Eupithecia mesogrammata är en fjärilsart som beskrevs av Karl Dietze 1908. Eupithecia mesogrammata ingår i släktet Eupithecia och familjen mätare. Inga underarter finns listade i Catalogue of Life.